# Ieixivà Kerem BeYavneh
La Ieixivà Kerem BeYavneh (en hebreu: ישיבת כרם ביבנה) és un llogaret juvenil i una important ieixivà situada a Israel. Està ubicada prop de la ciutat d'Asdod i prop de Yavne, està sota la jurisdicció del Consell Regional de la Regió de Jabneel. En 2016, tenia una població de 492 habitants.

## Història
La ieixivà va ser fundada en 1954, Kerem BeYavneh va ser la primera hesder ieixivà. El primer cap de la ieixivà de Kerem BeYavneh va ser l'erudit, el Rabí Chaim Yaakov Goldvicht. Després de la seva jubilació, Goldvicht va ser succeït pel Rabí Mordechai Greenberg, un ex-alumne de la ieixivà. Com totes les hesder ieixives, Kerem BeYavneh és una institució religiosa sionista, que defensa la posició que l'Estat d'Israel és un pas endavant concret en la vinguda de la redempció final. També té una perspectiva oberta cap a la cultura occidental, tant amb professors amb títols universitaris com amb estudiants que assisteixen a la universitat.

## Programes
Els programes dins de la ieixivà inclouen un programa "hesder", un any sabàtic per a estudiants estrangers i un col·legi de formació pel rabinat. La ieixivà té una matrícula d'al voltant de 300 estudiants, inclosos els estudiants d'Israel i de l'estranger, la majoria dels quals resideixen en dormitoris situats al campus. Els estudiants estrangers provenen principalment dels Estats Units, el Regne Unit, Sud-àfrica i el Canadà, però també d'altres països.